# Moot Court
Ein Moot Court ist eine simulierte Gerichtsverhandlung im Rahmen der juristischen Aus- und Weiterbildung. Dabei wird Studenten der Rechtswissenschaften ein fiktiver oder realer Fall zugeteilt, in dem sie jeweils eine der Prozessparteien vertreten müssen.
Diese Idee kam ursprünglich aus den USA. Der Sinn liegt darin, den Studenten die Möglichkeit zu geben, das theoretisch Gelernte realitätsnah anzuwenden. Vor allem die großen internationalen Wettbewerbe haben inzwischen im Studium der Rechtswissenschaften einen hohen Stellenwert erlangt. Dabei treten Studenten von Universitäten aus aller Welt an und messen ihre Argumente vor renommierten Rechtswissenschaftlern, die als fiktives Gericht fungieren. Die Teilnahme an den Moot Courts ist auch eine Basis für Rankings der juristischen Hochschulen.

## Bekannte Moot Courts

### International
Seit 1960 besteht die älteste unter den internationalen Veranstaltungen mit dem Philip C. Jessup International Law Moot Court, welcher von der International Law Students Association ausgerichtet wird und Fragen des Völkerrechts zum Inhalt hat. Neben diesem Universitäten aus aller Welt offenstehenden Moot Court existiert auf dem Gebiet des Völkerrechts auch noch der Telders International Law Moot Court, welcher seit 1977 jährlich von der Universität Leiden ausgerichtet wird und sich an ein europäisches Teilnehmerfeld richtet.
Der Willem C. Vis International Commercial Arbitration Moot, der seit 1994 jährlich in Wien und als Schwesterwettbewerb seit 2003 parallel auch in Hongkong stattfindet, ist die bedeutendste internationale Moot-Court-Veranstaltung auf dem Gebiet des Zivilrechts. Behandelt werden verschiedene Aspekte des internationalen Schiedsverfahrensrechts und das UN-Kaufrecht (CISG). Im 16. Durchgang 2008/09 nahmen 233 Rechtsfakultäten aus über 75 Staaten teil.
Der International Roman Law Moot Court wird jährlich seit 2008 zunächst durch das MOHA Research Center und derzeit durch die University of Cambridge organisiert. Der Wettbewerb basiert auf dem Gedanken der Völkerverbindung und ist eine internationale Besonderheit, da das diesbezügliche Wettbewerbsrecht einerseits aus der Antike stammt und damals in vielen heutigen Ländern in Geltung war und andererseits die weltweite Grundlage vieler heutiger Rechtssysteme bildet.
Seit 2003 wird in Österreich der Franz-von-Zeiller-Moot-Court aus Zivilrecht veranstaltet.
Auf dem Gebiet des Steuerrechts ist der European Tax College Moot Court Competition zu nennen.
Auf dem Gebiet des Rechtes der Welthandelsorganisation, existiert der John H. Jackson Moot Court, der von der European Law Students’ Association mit Unterstützung der Welthandelsorganisation durchgeführt wird. Die Mitglieder des Panels, die „Juroren“ des Moot Courts, sind teilweise selbst aktuelle oder ehemalige Mitglieder des Panels der WTO oder Experten im Recht der Welthandelsorganisation.

### Deutschland
In Deutschland existiert seit 1994 der ELSA Deutschland Moot Court, der von der deutschen Sektion der European Law Students’ Association ausgerichtet wird. Gegenstand sind Fälle nach deutschem Zivilrecht, die in deutscher Sprache verhandelt werden. Das Finale findet in Karlsruhe unter dem Vorsitz von Richtern und Anwälten des Bundesgerichtshofs statt.
Seit 2013 existiert der von der Hans-Soldan-Stiftung geförderte Soldan Moot zur Anwaltlichen Berufspraxis (Soldan Moot) an der Gottfried-Wilhelm-Leibniz-Universität Hannover. Es handelt sich um einen bundesweiten Moot-Court-Wettbewerb für Studierende deutscher rechtswissenschaftlicher Fakultäten.
Seit 2020 veranstaltet die Georg-August-Universität in Göttingen den Georg-August-Moot. Dieser uniinterne zivilrechtliche Moot schafft deutschlandweit die einzigartige Möglichkeit, den dort anzufertigenden Schriftsatz als Hausarbeit für die Zwischenprüfung anrechnen zu lassen. 2022 hatte dieser „Climate Change Litigation“ zum Thema.
Die Internationale Akademie Nürnberger Prinzipien und die Friedrich-Alexander-Universität Erlangen-Nürnberg organisieren seit 2015 gemeinsam den jährlichen Nuremberg Moot Court. Er wendet sich an Studierendenteams aus aller Welt, die völkerstrafrechtliche Fälle im historischen Schwurgerichtssaal 600 des Nürnberger Justizpalasts verhandeln.
Beim Märchen Moot Court (MMC) wird ein Märchen oder eine andere bekannte fiktionale Geschichte als Sachverhalt zur Bearbeitung gegeben, manchmal auch nur Teile daraus. MMCs sind strafrechtliche Moot Courts und finden in mehreren deutschen Städten statt, unter anderem in Kiel, Hannover, Frankfurt und Hamburg. Angeklagt wurden unter anderem bereits Rumpelstilzchen, Schneewittchens Stiefmutter und die Panzerknacker.